# Argaman (Rebsorte)
Argaman (hebräisch אֲרְגָּמָן) ist eine besonders hitzeresistente und für trockenes Klima geeignete Rotweinsorte, die aus Israel stammt und hauptsächlich dort angebaut wird. Die Rebe erhielt 1997 eine Silbermedaille am Beverage Testing Institute in Chicago.

## Beschreibung
Die Weine der Argaman-Traube verfügen über ein intensives Beerenaroma und weisen eine dunkle rot-violette Farbe auf, entsprechend leitet sich die Bezeichnung der Rebsorte von dem hebräischen Wort argaman für einen Farbbegriff der Antike ab, der als „rotblau bis violett schimmerndes Purpur“ umschrieben wird. Bei der Rebsorte handelt es sich um eine Neuzüchtung zwischen Carignan noir und der portugiesischen Rebsorte Vinhão (auch Sousão-Traube genannt). Professor Pinchas Spiegel-Roy nahm 1972 die Kreuzung in Israel vor.
Nach der Publikation „Weine Palästinas“ des Wuppertaler Weinkonvents handelt es sich bei der Argaman-Rebsorte nach Cabernet Sauvignon und Merlot um die dritte wichtige rote Rebsorte in Israel. Sie ist hauptsächlich in den Anbaugebieten um Tell es-Safi, Sichron Jaʿaqov und Gedera zu finden.